# Ezekiel Jackson
Rycklon Stephens (Guyana, 22 april 1978), beter bekend als Ezekiel Jackson, is een Amerikaans bodybuilder en professioneel worstelaar die werkzaam was bij de WWE.

## World Wrestling Entertainment

### Florida Championship Wrestling (2007–2008)

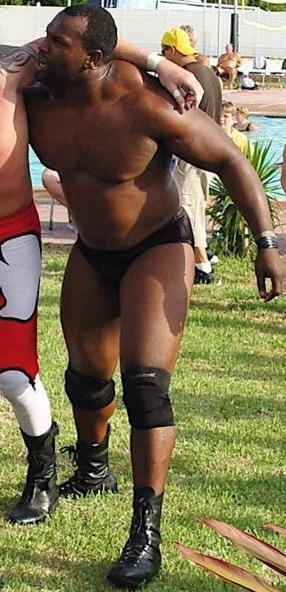
Stephens in FCW

Stephens tekende in maart 2007 een opleidingscontract met World Wrestling Entertainment. In juni debuteerde Stephens in de Florida Championship Wrestling (FCW), een WWE-opleidingscentrum. Op 27 juni maakte hij zijn debuutmatch waar hij samen met Keith Walker worstelen om het duo Kofi Kingston en Eric Pérez te verslaan. Hij vervolgde zijn parcours en deed mee aan verscheidene tag team en een-op-eenmatchen in de FCW. Op 8 februari 2008 worstelde hij samen met Bryan Kelly tegen Steve Lewington en Heath Miller in een kleine toernooi voor een wedstrijd tegen de WWE Tag Team Champions John Morrison en The Miz; ze verloren de wedstrijd. Op 6 mei 2008 worstelde Stephens zijn laatste FCW-match voordat hij opgeroepen werd voor de WWE-rooster.

### SmackDown (2008–2009)
Nadat Stephens getraind heeft in de FCW, Stephens debuteerde tijdens de SmackDown-aflevering op 18 juli 2008 als de bodyguard van Brian Kendrick onder zijn ringnaam Ezekiel. Tijdens de SmackDown-aflevering op 18 juli 2008 veranderde Stephens zijn ringnaam in Ezekiel Jackson en hij werd bekendgemaakt als "adviseur" van Kendrick. Hij begon zich dan in te mengen in verscheidene wedstrijden van Kendrick tegen Jeff Hardy, Finlay en de WWE Champion Triple H. Op 8 augustus 2008 maakte Jackson zijn SmackDown-matchdebuut en versloeg heel snel Super Crazy. In eind 2008 begon hij samen met Kendrick te worstelen en het duo begon te ruziën met de WWE Tag Team Champions The Colóns (Carlito & Primo). Later slaagden Jackson en Kendrick niet in hun doel om het WWE Tag Team Championship te winnen. Op 13 februari 2009 verloor Jackson zijn eerste een-op-eenmatch op SmackDown van R-Truth. Op 3 april 2009 maakte Jackson zijn laatste SmackDown-optreden en hij verloor van Jeff Hardy.

### ECW (2009–2010)
Op 15 april 2009 werd Jackson door de "Supplemental Draft 2009" naar de ECW-brand gestuurd. Jackson keerde tijdelijk terug naar de FCW om te trainen. Jackson maakte zijn ECW-debuut op 9 juli 2009 en hij versloeg Jack Meridol. Op 18 augustus 2009 vormde Jackson, na de wedstrijd van William Regal en Jason Reso voor het ECW Championship, een alliantie met Vladimir Kozlov en William Regal. Jackson viel Christian aan op de vraag van Regal, die de match verloor van Christian. Op 12 januari 2010 won Jackson de battle royal voor een ECW Championship match. Op Royal Rumble slaagde Jackson niet in zijn opzet om het kampioenschap van Christian te winnen. In de laatste ECW-aflevering won Jackson alsnog het kampioenschap van Christian in een Extreme Rules match. Hij werd door de WWE als laatste ECW Champion gekroond.

### Alliantie en ruzie met The Corre (2010-2014)

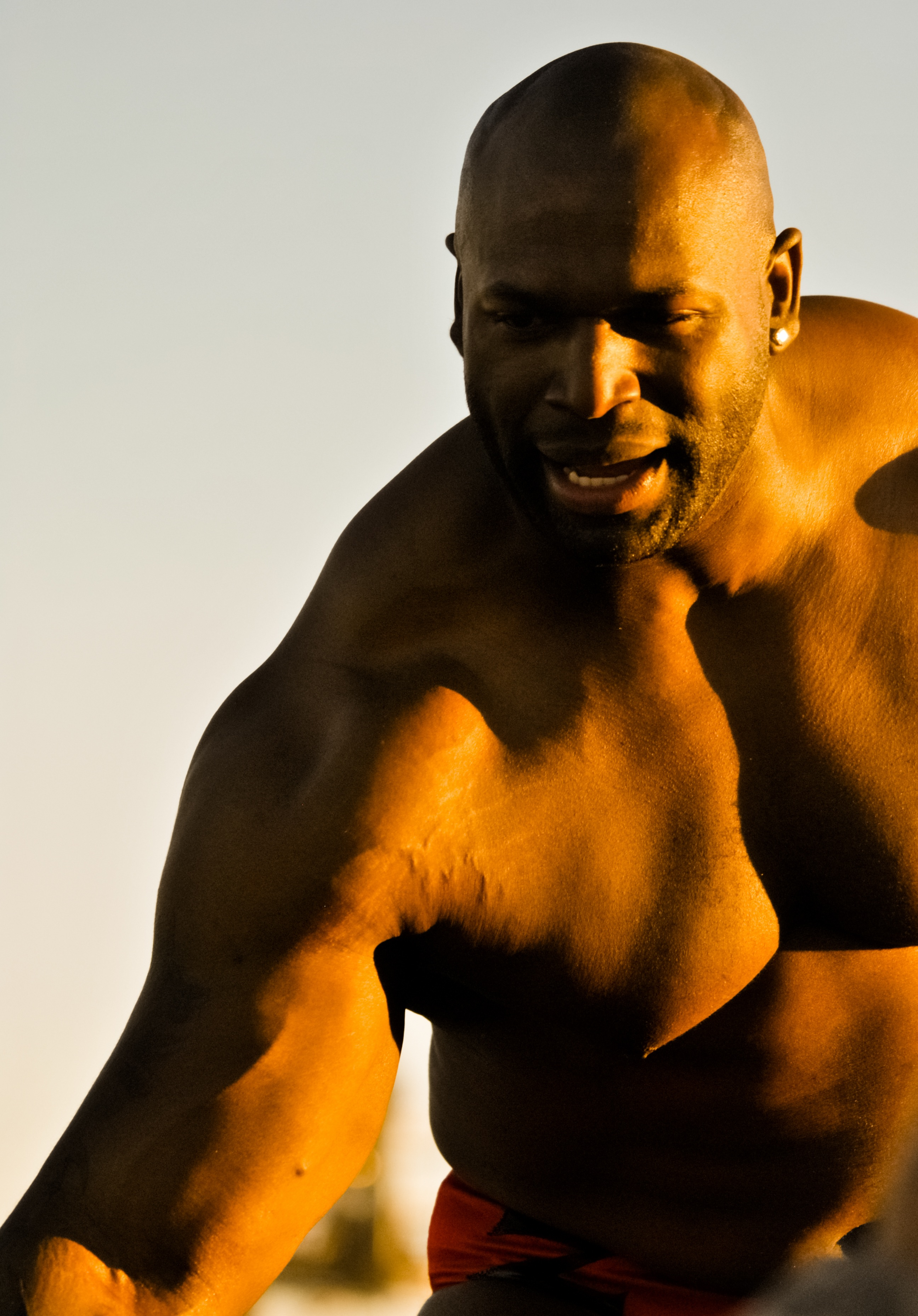
Jackson in 2010

In de SmackDown-aflevering op 5 maart 2010 maakte Jackson zijn terugkeer en won van Jimmy Wang Yang. Op 10 april 2010, tijdens de voorstellingsshow in Glasgow, Schotland, liep Jackson een quadricepsblessure op tijdens de match tegen Kane en was daardoor ongeveer 6 maanden buiten strijd.
Tijdens zijn blessure werd Jackson door de "Supplemental Draft 2010" naar Raw gestuurd. Op 13 september 2010 keerde Jackson terug in de ring en hij versloeg Zack Ryder in een dark match. Tijdens de Raw-aflevering op 18 oktober werd bekendgemaakt dat Jackson lid was van de Raw-team op Bragging Rights. Op Bragging Rights zelf was Jackson een van de laatste deelnemers van het Raw-team, maar de wedstrijd zelf werd gewonnen door de SmackDown-team. Op 22 november, Raw-aflevering, Jackson kwalificeerde voor het toernooi van King of the Ring door Alex Riley, die The Miz verving, te verslaan. In het toernooi zelf werd Jackson in de kwartfinale uitgeschakeld door Drew McIntyre, maar de match eindigde in een Double count-out.
In december 2010 keerde Jackson terug naar SmackDown. Op 12 januari 2011, opnamedag voor SmackDown-aflevering op 14 januari, Jackson vergezelde Wade Barrett, Justin Gabriel en Heath Slater om The Big Show aan te vallen en vormde daarna samen een alliantie. De week daarop werd de naam van de groep bekendgemaakt en de naam luidde: The Corre. Op 6 mei versloeg Jackson The Big Show en verliet alleen de ring, en liet zijn leden (The Corre) achter. Kort daarna werd Jackson in de backstage aangevallen door The Corre. Jackson keerde zich tegen Barrett, de leider van The Corre, en daagde hem uit voor het WWE Intercontinental Championship op Over the Limit. Tijdens de Over the Limit zelf won Jackson van Barrett door diskwalificatie, maar Barrett behield zijn kampioenschap. Tijdens de Smackdown-aflevering op 10 juni worstelde Jackson samen met de tag-team The Usos (Jimmy & Jey Uso) tegen The Corre (Barrett, Gabriel & Slater). Tijdens de match verliet Barrett zelf alleen de arena en liet zijn leden achter, die verslagen werden door The Usos en Jackson. Op Capitol Punishment won Jackson het WWE Intercontinental Championship van Barrett. Tijdens de SmackDown-opnames op 8 augustus 2011 voor de uitzending op 12 augustus verloor Jackson zijn titel aan Cody Rhodes.
In het voorjaar van 2012 verscheen hij amper op het televisie en kampte sindsdien met blessures aan zijn bovenlichamen. In april 2014 liep zijn contract met de WWE af en verliet het bedrijf.

## In worstelen
- Finishers
  - Torture Rack- 2011-heden
  - The Book of Ezekiel - 2008-heden
- Signature moves
  - Release side slam
  - Bear hug
  - Shoulder block
  - Suplex
  - Big Boot
- Manager
  - William Regal
- Worstelaars waarvan Stephens de manager is/was
  - Brian Kendrick
  - William Regal
- Bijnamen
  - "The Guyanese Goliath"
  - "(Big) Zeke"
  - "The Personification of Domination"
- Opkomstnummers
  - "Domination" (juli 2009-heden)
  - "End of Days" (januari 2011 – mei 2011)

## Prestaties
- World Wrestling Entertainment
  - ECW Championship (1 keer)
  - WWE Intercontinental Championship (1 keer)